# Wikiracing
Wikiracing (en català Carrera Wiki o Wiki Carrera) és un joc basat en l'ús de l'enciclopèdia en línia Viquipèdia, se centra en navegar d’una pàgina a una altra a través d’enllaços. Té moltes variacions i noms diferents, com ara Wikipedia Maze, Wikispeedia, Wikiwars, Wikipedia Ball, Litner Ball, Wikipedia Racing i Wikipedia Speedruning. També s'han creat altres webs per facilitar-ne el joc.
El diari The Seattle Times ho ha recomanat com un bon passatemps educatiu per nens, i la Larchmont Gazette va publicar: "No conec a cap adolescent que s'entretingui amb una enciclopèdia per a una bona lectura, però ara he sentit que molts l'estan llegint gràcies a jugar al joc de la Viquipèdia".
La Amazing Wiki Race ha sigut un dels events a les TechOlympics i a les Yale Freshman Olympics.
El nombre mitjà d'enllaços que separen qualsevol pàgina de la Viquipèdia en anglès de la pàgina del Regne Unit és de 3,67, per la qual cosa en ocasions s'ha prohibit el seu ús en el joc; algunes altres regles com no utilitzar la pàgina dels Estats Units augmenten la dificultat del joc i s’utilitzen sovint.
El juliol de 2019, es va crear un lloc web conegut com The Wiki Game, que permet als jugadors fer Wikirace entre ells en un servidor, per obtenir més punts i reconeixement. El joc va aconseguir més fama a mesura que les estrelles d'Internet com Game Grumps el van jugar en les seves retransmissions. També hi ha una versió a l'App Store, en què els jugadors poden fer una varietat d'estils de Wikirace des del seu telèfon.

## Variacions
Wikiracing té moltes variacions diferents, alguns exemples són:
Speed Wiki, en què els participants competeixen per arribar a la pàgina de objectiu (anteriorment acordada), en un temps limitat. El primer que arribi a la pàgina final dins del termini es converteix en guanyador.
Clic Wiki, en què els participants fan una cursa per arribar a la pàgina objectiu en el menor nombre de clicks o en un nombre concret acordat.. 
Wikispeedia, en què el participant rep dos articles de la Viquipèdia o el participant pot triar-ne dos. A partir del primer article, l'objectiu és arribar al segon, exclusivament seguint els enllaços dels articles que troben els participants. “Per evitar perdre un temps valuós tot i aprendre fets interessants però inútils de la Viquipèdia, també esteu proporcionant dades per a la investigació del Data Science Lab, un grup de recerca de l'Escola d'Informàtica i Ciències de la Comunicació de École Polytechnique Fédérale de Lausana (EPFL) a Lausana, Suïssa."